# Toronto Argonauts
I Toronto Argonauts sono una franchigia professionistica di football canadese con sede a Toronto, Ontario. Gli Argonauts sono membri della East Division della Canadian Football League. La squadra fu fondata nel 1873 ed è la più vecchia franchigia professionistica di tutti gli sport del Nord America ad utilizzare ancora il suo nome originario. I Chicago Cubs (1870) e gli Atlanta Braves (1871) della Major League Baseball sono più antiche ma entrambe le franchigie hanno cambiato il loro nome più di una volta e, nel caso dei Braves, anche più di una città. Gli Argonauts giocano le loro gare casalinghe al Rogers Centre dalla sua apertura nel 1989 e prima di allora hanno giocato all'Exhibition Stadium dal 1959 al 1988. Prima del 1959, gli Argonauts giocavano al Varsity Stadium, nel campus dell'Università di Toronto
Durante la loro storia, gli Argonauts hanno avuto tra le loro file 39 giocatori indotti nella Hall of Fame, inclusi i vincitori del premio di miglior giocatore della CFL (Most Outstanding Player) Condredge Holloway e Michael "Pinball" Clemons. La squadra ha diversi soprannomi tra cui "Argos", "Boatmen", "Double Blue" e "Scullers". La rivalità della squadra con gli Hamilton Tiger-Cats è una delle più vecchie della CFL East.
Gli Argonauts hanno vinto la Grey Cup un numero record di 16 volte, l'ultima nel 2012. Sono apparsi inoltre nella finale della Grey Cup 22 volte, vincendo il 72,7% delle volte, un altro record. In aggiunta, la squadra detiene la più lunga striscia di vittorie della Grey Cup dopo essere arrivata in finale, avendo vinto nelle sue ultime 6 apparizioni (1991, 1996, 1997, 2004, 2012, 2017).

## Giocatori importanti

### Membri della Canadian Football Hall of Fame

#### Giocatori
- Danny Bass
- Harry Batstone
- Paul Bennett
- Ab Box
- Joe Breen
- Michael "Pinball" Clemons
- Tommy Joe Coffey
- Lionel Conacher
- Royal Copeland
- Jim Corrigall

- Wes Cutler
- Matt Dunigan
- John Edwards
- Terry Evanshen
- Cap Fear
- Doug Flutie
- Bill Frank
- Condredge Holloway
- Bobby Jurasin
- Ellison Kelly

- Joe Krol
- Smirle Lawson
- Marv Luster
- Frank Morris
- Teddy Morris
- Ray Nettles
- Jackie Parker
- James Parker
- Willie Pless
- Dave Raimey

- Ted Reeve
- Dick Shatto
- Don Sutherin
- Bill Symons
- Dave Thelen
- Andy Tommy
- Tom Wilkinson
- Ben Zambiasi
- Bill Zock

#### Contributori
- Frank Clair
- William C. Foulds
- Lew Hayman
- Jack Newton
- Mike Rodden
- Ralph Sazio

### Numeri ritirati
| Numeri ritirati dai Toronto Argonauts |                           |              |                 |                              |
| N.                                    | Giocatore                 | Ruolo        | Anni            | Campionati                   |
| 22                                    | Dick Shatto               | RB           | 1954–1965       | -                            |
| 31                                    | Michael "Pinball" Clemons | RB/SB/KR/PR  | 1989–2000       | 1991, 1996, 1997             |
| 55                                    | Joe Krol                  | QB/RB/P/K/DB | 1945–1952, 1955 | 1945, 1946, 1947, 1950, 1952 |
| 60                                    | Danny Nykoluk             | OT           | 1955, 1957–1971 | -                            |
|                                       |                           |              |                 |                              |